# Wyrok SN z 10 maja 2007, III CSK 73/07
Wyrok Sądu Najwyższego z 10 maja 2007 r., sygn. akt III CSK 73/07 – istotne orzeczenie polskiego Sądu Najwyższego dotyczące relacji między wolnością słowa i działaniem w interesie publicznym a ochroną dóbr osobistych osoby prawnej. W wyroku tym Sąd Najwyższy orzekł, że prof. Andrzej Gregosiewicz naruszył dobra osobiste francuskiej spółki Boiron poprzez publiczne głoszenie, że produkowany przez nią środek homeopatyczny Oscillococcinum, jako wytwarzany z użyciem wyciągu z wątroby i serca dzikich kaczek, może potencjalnie przenosić wirusa ptasiej grypy, a także poprzez sugerowanie, że spółka ta uprawiała nielegalny lobbing w celu przeforsowania korzystnych dla producentów środków homeopatycznych zmian w ustawie Prawo farmaceutyczne.

## Stan faktyczny
Jesienią 2005 w dwóch lokalnych czasopismach wydawanych w Lublinie ukazały się artykuły, w których zamieszczono wypowiedzi prof. Gregosiewicza dotyczące produktów homeopatycznych. W artykule „Wycofać z obrotu leki homeopatyczne” opublikowanym w Kurierze Lubelskim z 27 września 2005 zacytowano apel Gregosiewicza, aby wycofać z obrotu środki homeopatyczne, gdyż niektóre z nich produkowane są z rozdrobnionych kaczych serc i wątrób i mogą przenosić wirusa ptasiej grypy. Również w tekście „Na chorobę nam te leki” opublikowanym w Dzienniku Wschodnim z 28 września 2005 ukazały się wypowiedzi Gregosiewicza, iż w związku z faktem produkowania przez francuskie laboratoria leków homeopatycznych z rozcieńczonego wyciągu z wątroby i serca dzikich kaczek grożą one „epidemią ptasiej grypy”. Artykuł opatrzony był zdjęciem Gregosiewicza trzymającego w ręku preparat Oscillococcinum z rozmazanymi napisami. Te same tezy przedstawiał prof. Gregosiewicz także w licznych własnych publikacjach internetowych. Z kolei w opublikowanym w Gazecie Lekarskiej artykule zatytułowanym „Czy powołać komisję śledczą w sprawie ustawy Prawo farmaceutyczne?” prof. Gregosiewicz sugerował, że firmy produkujące środki homeopatyczne (w tym kontekście wymienił nazwę firmy Boiron) przekupiły posłów, aby ci pozwolili francuskim i niemieckim koncernom farmaceutycznym na warte miliardy zmonopolizowanie nieświadomości polskich pacjentów. Wskazywał w szczególności na – jego zdaniem „kompromitujący polskie prawo i jego autorów” – art. 21 ust. 7 ustawy Prawo farmaceutyczne, który zezwala na dopuszczenie środków homeopatycznych do obrotu mimo braku potwierdzenia ich skuteczności:

produkty lecznicze homeopatyczne, (...) nie wymagają dowodów skuteczności terapeutycznej

Sam Gregosiewicz przyznał w trakcie późniejszego postępowania sądowego, że wykorzystał sytuację jaką wytworzyło zagrożenie wirusem ptasiej grypy do walki z homeopatią, która w jego przekonaniu jest ordynarnym oszustwem.
W związku z powyższymi tekstami, Boiron zdecydowała się wystąpić przeciwko prof. Gregosiewiczowi z powództwem o ochronę dóbr osobistych i nakazanie pozwanemu zamieszczenie na jego koszt odpowiedniego oświadczenia.

## Postępowanie przed sądem okręgowym i apelacyjnym
W odpowiedzi na pozew prof. Gregosiewicz twierdził, że jedynym motywem mojej publicystyki demaskującej oszustwa lecznicze była i jest głęboka troska o najwyższe dobro: o życie i zdrowie człowieka. Powtarzał również obszernie swoje argumenty przeciwko homeopatii, nazywając ją m.in. „szamańskimi metodami”, „europejską voodoo-medycyną” oraz twierdząc, że tej specjalności „można nauczyć się na dwutygodniowych kursach w towarzystwie fryzjerów, kelnerów, dokerów itp.” Atakował również Boiron, podważając właściwości chemiczne Oscillococcinum:

w przypadku Oscillococcinum mówi im się, że preparat zawiera „leczniczy” wyciąg z serca i wątroby dzikiej kaczki, który „wzmacnia odporność organizmu”. Więc żaden pacjent, nawet ten, który przeczyta ulotkę i zauważy napis OSCILLOCOCCINUM 200 K, nie zdaje sobie sprawy z tego, co to znaczy. A znaczy tyle, że kacze podroby rozcieńczone są w stosunku jak 1 do 10400. (...) Fizyczne wyobrażenie liczby 10400 (jedynka i czterysta zer) jest oczywiście możliwe, ale tylko wtedy, jeśli będzie traktowane jako dowód na istnienie Boga. Albo dowód na prawdziwość teorii strun, czyli istnienia nieskończonej ilości Wszechświatów równoległych. Albo na to, że firma Boiron produkuje cukier zamiast lekarstw. (...) W przypadku homeopatii liczby mówią, że Oscillococcinum jest lekiem fałszywym.

Rozpatrujący pozew Sąd Okręgowy w Lublinie uznał zasadność powództwa i nakazał pozwanemu zamieszczenie w Kurierze Lubelskim oraz Dzienniku Wschodnim, a także na niektórych stronach internetowych oświadczenia o treści:

Oświadczam, że rozgłaszając nieprawdziwe oskarżenia i zarzuty dotyczące działalności firmy BOIRON SA z siedzibą we Francji, producenta leku homeopatycznego „Oscillococcinum”, dopuściłem się naruszenia dobrego imienia firmy BOIRON SA – prof. zw. dr hab. med. Andrzej Gregosiewicz

Jednocześnie, sąd okręgowy oddalił powództwo w części, w której Boiron domagało się od pozwanego przeznaczenia 10.000 zł na cel społeczny, stwierdzając, że publikacja przeprosin będzie dla pozwanego wystarczającą dolegliwością. Od powyższego wyroku pozwany złożył apelację.
Sąd Apelacyjny w Lublinie 26 października 2006 utrzymał w mocy wyrok sądu I instancji. Sąd stwierdził m.in., że osoba, która udziela wywiadu lub przekazuje informacje dziennikarzowi, następnie opublikowane przez niego odpowiada za naruszenie tą wypowiedzią lub informacją dóbr osobistych innej osoby. SA podkreślił przy tym, że biorąc pod uwagę poglądy pozwanego na temat homeopatii, można stwierdzić, że nawet z jego punktu widzenia jego własne stwierdzenia co do możliwości przeniesienia przez środek homeopatyczny wirusa ptasiej grypy są nieprawdziwe.
Po ogłoszeniu wyroku sądu apelacyjnego prof. Gregosiewicz oświadczył, że nie zamierza przepraszać firmy Boiron i że złoży od wyroku skargę kasacyjną. W tej sytuacji firma Boiron opublikowała tekst przeprosin na własną rękę, opatrując je podpisem Gregosiewicza (tzw. wykonanie zastępcze).

## Wyrok Sądu Najwyższego
Rozpatrując skargę kasacyjną pozwanego Sąd Najwyższy uznał ją za niezasadną. Stwierdził przy tym, że Gregosiewicz w żaden sposób nie dowiódł, że Oscillococcinum stanowi zagrożenie zarażenia wirusem ptasiej grypy w jego najgroźniejszej postaci H5N1. Sąd wytknął również Gregosiewiczowi, iż skoro twierdzi on, że środek homeopatyczny nie ma właściwości określanej skrótowo jako tzw. „pamięć wody”, to tym samym niemożliwe było przenoszenie przez ten lek także wirusa ptasiej grypy.
Sąd Najwyższy stwierdził także, że Gregosiewicz nie mógł skutecznie powołać się na działanie w interesie publicznym jako przesłankę wyłączającą bezprawność swojego działania przeciwko dobremu imieniu Boiron. Przy tym podkreślił, że czym innym jest (...) tocząca się od dziesięcioleci dyskusja nad skutecznością leków homeopatycznych, w której pozwany może używać różnych argumentów, czym innym zaś jego działanie wymierzone w konkretnego producenta leku homeopatycznego, który produkuje i sprzedaje ten lek w pełnej zgodzie z wymogami przewidzianym przez prawo. SN przypomniał wreszcie, że Konstytucja chroni (...) zarówno prawo do swobodnej wypowiedzi, które jest ważną zasadą demokratycznego państwa prawa, jak i dobra osobiste, które gwarantują każdej osobie bezpieczeństwo w zakresie wartości mającej dla niej ważne znaczenie.
Także w zakresie pomówienia o nielegalną działalność lobbingową przy uchwalaniu ustawy Prawo farmaceutyczne SN stwierdził naruszenie praw Boiron.
Jednocześnie, SN stwierdził, że Gregosiewicz bezzasadnie domagał się przeprowadzenia przez sądy orzekające w sprawie dowodu na okoliczność szkodliwości homeopatii, stwierdzając, że problem ten nie może jednak być przesądzany w postępowaniu sądowym.

## Po wyroku
Po niekorzystnych dla siebie wyrokach prof. Gregosiewicz nie zaniechał aktywnego zwalczania homeopatii. Jednocześnie, bagatelizował orzeczenia sądów stwierdzając m.in.:

Teraz więc firma Boiron może triumfalnie oświadczyć, że oscillococcinum nie przenosi ptasiej grypy. Cały dowcip polega na tym, że jest to szczera prawda, bowiem „kacza” woda prze(y)nosi tylko pieniądze.

Występował również nadal przeciwko producentowi Oscillococcinum, m.in. do Prezesa UOKiK.
Skutkiem postępowania był znaczny wzrost zainteresowania tematyką homeopatii w środowisku medycznym i poza nim, jak również znaczący wzrost zainteresowania publicystyką Gregosiewicza. Do 2012 opublikował on łącznie ponad 80 artykułów w prasie papierowej i elektronicznej na temat homeopatii oraz medycyny niekonwencjonalnej. Jednym z istotniejszych był opublikowany w czasopiśmie „Służba Zdrowia” obszerny raport na temat homeopatii zatytułowany „Homeopatia. Największe oszustwo w dziejach medycyny?”, rozpoczynający się od informacji o przegranym przez prof. Gregosiewicza procesie z Boiron. W ramach tego raportu opublikowano obszerny artykuł Gregosiewicza na temat homeopatii. W związku z tym artykułem z powództwem o ochronę dóbr osobistych przeciwko Gregosiewiczowi wystąpiła Izba Gospodarcza „Farmacja Polska”. Sąd Okręgowy w Warszawie oddalił jednak jej pozew.
Firma Boiron nie komentowała działań Andrzeja Gregosiewicza po wyroku SN.
Od 2005 z roku na rok spada w Polsce sprzedaż środków homeopatycznych (2009 – 146 mln zł, 2010 – 121 mln zł, 2011 – 100 mln zł), co według Gregosiewicza jest efektem jego działań, choć producenci winą obarczają raczej „czarny PR” Naczelnej Rady Lekarskiej.